# Campeonato Europeo de Hockey sobre hierba sub-18 de 2013

El Campeonato Europeo de Hockey sobre hierba sub-18 de 2013 I fue la IV edición de este torneo y se realizó en Viena, Austria, que será clasificatorio para los Juegos Olímpicos de la Juventud 2014.

## Grupo A
| Equipo       | Pts | PJ | PG | PE | PP | GF | GC | Dif |
| ------------ | --- | -- | -- | -- | -- | -- | -- | --- |
| Inglaterra   | 6   | 3  | 2  | 0  | 1  | 7  | 3  | 4   |
| Países Bajos | 6   | 3  | 2  | 0  | 1  | 7  | 5  | 2   |
| Austria      | 3   | 3  | 1  | 0  | 2  | 5  | 7  | -2  |
| Bélgica      | 3   | 3  | 1  | 0  | 2  | 3  | 7  | -4  |

| 22 de julio de 2013 | Bélgica | 0:3 (0:2) | Inglaterra                   |  |  |
|                     |         | Reporte   | Jonathan Emerson 15' 34' 58' |  |  |

| 22 de julio de 2013 | Países Bajos                                            | 3:2 (2:0) | Austria                                 |  |  |
|                     | Jochem Bakker 9' · Boris Burkhardt 23' · Mats Prins 50' | Reporte   | Oliver Binder 39' · Florian Steyrer 60' |  |  |

| 24 de julio de 2013 | Países Bajos                                                 | 3:0 (0:0) | Bélgica |  |  |
|                     | Daniel Aarts 43' · Noud Schoenaker 47' · Boris Burkhardt 60' | Reporte   |         |  |  |

| 24 de julio de 2013 | Inglaterra                | 1:2 (0:1) | Austria                                  |  |  |
|                     | James Charles Simpson 70' |           | Leon Thoernblom 23' · Philip Schmidt 50' |  |  |

| 25 de julio de 2013 | Inglaterra                    | 3:1 (1:1) | Países Bajos   |  |  |
|                     | Ruiz Jonathan Rory 3' 67' 70' | Reporte   | Mats Prins 26' |  |  |

| 25 de julio de 2013 | Bélgica                                                                   | 3:1 (1:0) | Austria           |  |  |
|                     | Alexandre Van Linthoudt 28' · Philippe Simar 49' · Quentin Van Lierde 67' | Reporte   | Oliver Binder 48' |  |  |

## Grupo B
| Equipo   | Pts | PJ | PG | PE | PP | GF | GC | Dif |
| -------- | --- | -- | -- | -- | -- | -- | -- | --- |
| Alemania | 9   | 3  | 3  | 0  | 0  | 18 | 2  | 16  |
| España   | 6   | 3  | 2  | 0  | 1  | 9  | 7  | -2  |
| Escocia  | 3   | 3  | 1  | 0  | 2  | 5  | 17 | -12 |
| Francia  | 0   | 3  | 0  | 0  | 3  | 5  | 11 | -6  |

| 22 de julio de 2013 | España                                                  | 3:1 (2:1) | Francia             |  |  |
|                     | Gonzalo Coll Mencos 3' · Jan Lara 12' · Joan Tarrés 55' | Reporte   | Antoine Bainvel 26' |  |  |

| 22 de julio de 2013 | Alemania | 9:0 (7:0) | Escocia |  |  |
|                     | Fabio Bernhardt 15' 18' · Moritz Trompertz 3' · Leon Willemsen 7' · Constantin Staib 19' · Tom Grambusch 25' · Paul-Philipp Kaufmann 27' · Fraser Henderson 53' o.g. · Ferdinand Weinke 66' | Reporte   |         |  |  |

| 23 de julio de 2013 | Francia                                                                          | 3:4 (2:2) | Escocia                                                             |  |  |
|                     | Miguel Pacheco Pereira 4' · Edouard Delobelle 26' · Christoforo Peters-Deutz 61' | Reporte   | William McKenzie 5' · Aedan McCrossan 16' · Fergus Sandison 39' 68' |  |  |

| 23 de julio de 2013 | Alemania                                                                                  | 5:1 (3:1) | España              |  |  |
|                     | Lukas Windfeder 49' 55' · Tom Grambusch 7' · Leon Willemsen 29' · Christian Schmiedel 35' | Reporte   | Jan Lara Rosell 16' |  |  |

| 25 de julio de 2013 | España                                                                              | 5:1 (2:1) | Escocia         |  |  |
|                     | Marc Boltó Gimó 28' 35' · Guillermo Puente Vieco 36' 54' · Lucas García Alcalde 43' | Reporte   | Daniel Cain 33' |  |  |

| 25 de julio de 2013 | Francia           | 1:4 (0:2) | Alemania                                                           |  |  |
|                     | Dylan Dominik 58' | Reporte   | Tom Grambusch 19' 23' · Christian Schmiedel 44' · Max Sweering 67' |  |  |

## Grupo C
Debido a la limitación de tiempo, los partidos restantes (Francia vs Escocia y Bélgica y Austria) no se jugarán y en su lugar se pondrán los resultados de la primera ronda. (Bélgica  3-1  Austria / Francia  3-4  Escocia)
| Equipo  | Pts | PJ | PG | PE | PP | GF | GC | Dif |
| ------- | --- | -- | -- | -- | -- | -- | -- | --- |
| Bélgica | 9   | 3  | 3  | 0  | 0  | 14 | 2  | 12  |
| Escocia | 4   | 3  | 1  | 1  | 1  | 5  | 9  | -4  |
| Francia | 3   | 3  | 1  | 0  | 2  | 5  | 10 | -5  |
| Austria | 1   | 3  | 0  | 1  | 2  | 2  | 5  | -3  |

|  | Descendido |

| 27 de julio de 2013 | Bélgica                                                                                      | 6:1 (3:0) | Francia               |  |  |
|                     | Gillardin Elliot 15' 47' 56' · Alexandre Van 20' · Cedric Struyf 23' · Xavier Deruyttere 70' | Reporte   | Antoine Danquigny 50' |  |  |

| 27 de julio de 2013 | Austria               | 1:1 (1:1) | Escocia            |  |  |
|                     | Franz Lindengruen 18' |           | Fergus Sandison 7' |  |  |

| 28 de julio de 2013 | Austria | 0:1 (0:0) | Francia           |  |  |
|                     |         | Reporte   | Dylan Dominik 56' |  |  |

| 28 de julio de 2013 | Escocia | 0:5 (0:1) | Bélgica                                                     |  |  |
|                     |         | Reporte   | Alexandre Van Linthoudt 45' 52' 70' · Cedric Struyf 31' 61' |  |  |

## Fase final
|  | Semifinales         | Semifinales         |   |                     | Final               | Final               |  |
|  | 27 de julio de 2013 | 27 de julio de 2013 |   |                     | 28 de julio de 2013 | 28 de julio de 2013 |  |
|  |                     |                     |   |                     |                     |                     |  |
|  | 27 de julio de 2013 |                     |   |                     |                     |                     |  |
|  | Alemania            | 3                   |   |                     |                     |                     |  |
|  | Países Bajos        | 1                   |   |                     |                     |                     |  |
|  |                     |                     |   |                     |                     |                     |  |
|  |                     |                     |   |                     | 28 de julio de 2013 |                     |  |
|  |                     |                     |   |                     | Alemania            | 2                   |  |
|  |                     | España              | 5 |                     |                     |                     |  |
|  |                     |                     |   |                     |                     |                     |  |
|  |                     |                     |   |                     |                     |                     |  |
|  |                     |                     |   |                     | Tercer lugar        |                     |  |
|  | 27 de julio de 2013 | 27 de julio de 2013 |   | 28 de julio de 2013 | 28 de julio de 2013 |                     |  |
|  | Inglaterra          | 1                   |   | Países Bajos        | 3                   |                     |  |
|  | España              | 3                   |   |                     | Inglaterra          | 2                   |  |

### Partidos

#### Semifinales
| 27 de julio de 2013 | Alemania                                                       | 3:0 (1:0) | Países Bajos |  |  |
|                     | Lukas Windfeder 34' · Constantin Staib 53' · Tom Grambusch 70' | Reporte   |              |  |  |

| 27 de julio de 2013 | Inglaterra             | 1:3 (0:2) | España                                                              |  |  |
|                     | Jonathan Rory Ruiz 53' | Reporte   | Jonathan N. Emmerson Griffiths 18' (o.g.) · Jan Lara Rosell 29' 46' |  |  |

#### Tercer lugar
| 28 de julio de 2013 | Países Bajos                                                 | 3:2 (1:0) | Inglaterra                      |  |  |
|                     | Robin Den Boer 14' · Jasper Luijkx 51' · Boris Burkhardt 69' | Reporte   | Joep de Mol 48' · Lars Balk 57' |  |  |

#### Final
| 28 de julio de 2013 | Alemania                               | 2:5 (1:1) | España |  |  |
|                     | Tom Grambusch 19' · Leon Willemsen 69' | Reporte   | Antonio Sanz del Campo 5' 48' · Kaufmann Paul-Philipp 42' · Xabier González Elola 62' Gonzalo Coll Mencos 63' |  |  |